# آنا أوراماس
آنا أوراماس (من مواليد 17 يوليو 1959) سياسية إسبانية تنتمي إلى تحالف الكناري. وهي عضوة في مجلس النواب عن سانتا كروز دي تينيريفي منذ عام 2007 والمتحدثة باسم التحالف الكناري في المجموعة المختلطة. كانت أيضًا عمدة سان كريستوبال دي لا لاغونا من 1999 إلى 2008.